# Talet om tillståndet i nationen
Talet om tillståndet i nationen (engelska: State of the Union address, förkortat SOTU) är ett tal av USA:s president.
Talet hålls vanligen en gång om året i samband med ett möte där både kongressledamöterna och senatorerna i den amerikanska kongressen närvarar. Genom sitt tal tillkännager presidenten nationens tillstånd och framför sina planerade lagstiftningsförslag. Den andra artikeln av den tredje sektionen i den amerikanska konstitutionen föreskriver att presidenten ska hålla kongressen regelbundet informerad om nationens tillstånd. Talet är en viktig del av presidentens fullgörande av denna uppgift. Under USA:s första sekel som stat var det dock vanligare att presidenten istället informerade kongressen genom ett skriftligt brev. Detta ändrades dock i samband med radions och TV:ns genombrott.

## Betydelse
Även om mycket av ståtligheten och ceremonin bakom nationens tillstånd styrs av tradition snarare än lag, ses händelsen i moderna tider som en av de viktigaste i den amerikanska politiska kalendern. Det är en av de få instanserna när alla tre grenarna i den amerikanska staten samlas under ett tak: medlemmar av båda husen i kongressen, presidentens kabinett och domare i högsta domstolen. Talet har också använts som ett tillfälle för att hedra prestationerna från några vanliga amerikaner, som vanligtvis är inbjudna av presidenten. Också inbjudna kan det vara ledare som uppmärksammas exempelvis Afghanistans president Hamid Karzai 2002, efter USA:s seger över talibanerna, samt Sveriges statsminster  Ulf Kristersson 2024, i samband med det svenska inträdet i Nato.

## Lokala varianter
Vissa delstater i USA anordnar liknande årliga tal, vilka hålls av guvernören inför delstatsförsamlingen. De flesta av dessa tal benämns "State of the State address" (på svenska: Tillståndet i delstaten).